# Traité entre Ebla et Abarsal
Le traité d'Ebla-Abarsal est une source primaire de nature législative, car il décrit le traité conclu par les villes-État d'Ebla et d'Abarsal. Il est considéré comme l'un des premiers traités diplomatiques de l'histoire de l'humanité. Bien qu'il soit possible de localiser Ebla, les historiens n'ont pas été en mesure d'identifier la ville d'Abarsal. Parmi plusieurs hypothèses, Giovanni Pettinato veut voir en Abarsal la future ville d'Assur, capitale de l'Assyrie. Cependant, le texte indique qu'il s'agit d'un État limitrophe ou proche d'Ebla avec lequel il partage une frontière commune.

## Datation et chronologie
La tablette du traité a été retrouvée dans les archives d'Ebla qui ont survécu à l'incendie du palais royal. Malgré les difficultés rencontrées lors de la restauration des tablettes en écriture cunéiforme, il a été possible de dater ce traité autour de l'an 2350 AEC, grâce à des études prosopographiques et à la façon dont il est écrit.
Ce traité a sans doute été rédigé à l'époque du roi Irkab-Damu et de son vizir Ibrium.

## Objet du traité
Le traité régit les relations entre les États d'Ebla et d'Abarsal, situés le long d’une rivière en Haute Mésopotamie. Il y est mentionné le transport de marchandises, y compris l'huile d'olive et le vin, en bateau fluvial et par voie terrestre, par des ânes.